# Nick Jr. Deutschland
Nick Jr. ist ein deutscher Fernsehsender, der nur im Pay-TV empfangbar ist. Dort laufen Serien für die jüngsten Zuschauer von Nickelodeon ohne Werbeunterbrechungen. Er ist seit 31. März 2009 auf Sendung und sendet rund um die Uhr. Der frei empfangbare Kindersender Nickelodeon Deutschland sendete vom 12. September 2005 (6:00 Uhr) bis zum 3. Februar 2019 (9:40 Uhr) ein gleichnamiges Programmfenster. Bei diesem lief, wie auch im restlichen Programm, zwischen den einzelnen Sendungen ein Werbeblock. Zum 9. Januar 2013 bekamen das Programmfenster sowie auch der 24-Stunden-Kanal ein neues Design. Der frei empfangbare Kindersender Nick hat zum 4. Februar das Programmfenster Nick Jr. in Deutschland eingestellt. Die anderen deutschsprachigen Programmfenster Nickelodeon Austria und Nickelodeon Schweiz sind davon nicht betroffen.

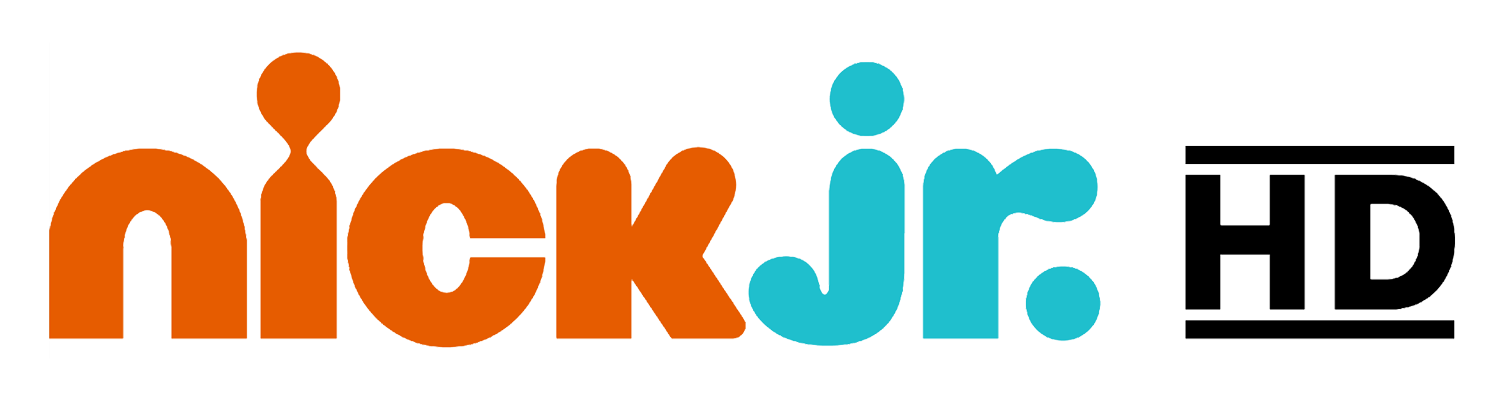
Ehemaliges Nick Jr. HD Logo

## Sender in anderen Ländern
Wie auch Nickelodeon wird Nick Jr. in mehreren Ländern ausgestrahlt:
- Nick Jr. (Vereinigte Staaten)
- Nick Jr. UK & Ireland und Nick Jr. 2
- Nick Jr. Australia
- Nick Jr. Italia
- Nick Jr. Nederland
- Nick Jr. Vlaanderen
- Nick Jr. España
- Nick Jr. Latinamerica
- Nickelodeon Junior in Frankreich
- Nick Jr. Ελλάδα

## Empfang
- Satellit: Sky im Kids Paket, HD Austria (Österreich)
- IPTV: MagentaTV, Telekom via Sky im Kids Paket
- Streaming: Sky Ticket, Sky X (Österreich)
- Kabel: Vodafone, NetCologne und Pÿur[1]

### Nick Jr. HD
Nick Jr. HD ist bei Vodafone im Vielfalt HD Extra Paket empfangbar.

## Sendungen

### Aktuell
- Barbapapa
- Baby Shark’s Big Show!
- Bubble Guppies
- Blaze und die Monster-Maschinen
- Blue’s Clues & You!
- Die Waldtruppe
- PAW Patrol
- Paddingtons Abenteuer
- Peppa Wutz

### Ehemalig
- Abby Hatcher
- Backyardigans – Die Hinterhofzwerge
- Bahn frei für Noddy
- Ben & Hollys kleines Königreich
- Blue’s Clues – Blau und schlau
- Butterbean’s Café
- Calvin & Kaison's Play Power
- Dora
- Fifi und die Blumenkinder
- Frankie & Frank
- Go, Diego, go
- Henrys Welt
- Hops & Huper
- Olive der Strauß
- Lumi & Bo
- Lalaloopsy
- Louie
- Little Bill
- Little Charmers
- Max & Ruby
- Miss Spider
- Nella, die Ritterprinzessin
- Ni hao, Kai-lan
- PAZ
- Roary, der Rennwagen
- Rusty Rivets
- Shimmer und Shine
- Sunny Day
- Tanzt jetzt los
- Tickety Toc
- Top Wing
- Traktor Tom
- Umizoomi
- Wanda und das Alien
- Wonder Pets!
- Wow! Wow! Wubbzy!
- Zack und Quack

## Sendezeiten bei Nickelodeon bzw. Nick Deutschland
|                                                        | 05:00 Uhr                  | 05:45 Uhr                  | 06:00 Uhr   | 07:30 Uhr | 08:00 Uhr   | 09:40 Uhr   | 10:00 Uhr   | 20:15 Uhr                  | 21:00 Uhr                  | 21:15 Uhr                  | 03:00 Uhr                  |
| ------------------------------------------------------ | -------------------------- | -------------------------- | ----------- | --------- | ----------- | ----------- | ----------- | -------------------------- | -------------------------- | -------------------------- | -------------------------- |
| 12. September 2005 bis 3. Juni 2006 (wochentags)       | NICK                       | NICK                       | Nick Jr.    | Nick Jr.  | Nick Jr.    | Nick Jr.    | NICK        | NICK                       | NICK                       | NICK Comedy                | NICK                       |
| 3. Juni 2006 bis 31. Dezember 2007 (wochentags)        | NICK                       | NICK                       | Nick Jr.    | Nick Jr.  | Nick Jr.    | Nick Jr.    | NICK        | NICK                       | NICK                       | NICK                       | NICK                       |
| 1. Januar 2008 bis 14. Dezember 2008 (wochentags)      | Nick nach acht             | Nick nach acht             | Nick Jr.    | Nick Jr.  | Nick Jr.    | Nick Jr.    | NICK        | Nick nach acht             | Nick nach acht             | Nick nach acht             | Nick nach acht             |
| 15. Dezember 2008 bis 30. März 2010 (wochentags)       | Comedy Central Deutschland | Comedy Central Deutschland | Nick Jr.    | Nick Jr.  | Nick Jr.    | Nick Jr.    | NICK        | Comedy Central Deutschland | Comedy Central Deutschland | Comedy Central Deutschland | Comedy Central Deutschland |
| 31. März 2010 bis 30. September 2014 (wochentags)      | Comedy Central Deutschland | Comedy Central Deutschland | Nickelodeon | Nick Jr.  | Nick Jr.    | Nick Jr.    | Nickelodeon | Comedy Central Deutschland | Comedy Central Deutschland | Comedy Central Deutschland | Comedy Central Deutschland |
| 1. Oktober 2014 bis 27. Juni 2017 (wochentags)         | Nicknight                  | Nickelodeon                | Nick Jr.    | Nick Jr.  | Nickelodeon | Nickelodeon | Nickelodeon | Nickelodeon                | Nicknight                  | Nicknight                  | Nicknight                  |
| 28. Juni 2017 bis 2. Oktober 2017 (alle wochentage)    | Nicknight                  | Nick Jr.                   | Nick Jr.    | Nick Jr.  | Nick        | Nick        | Nick        | Nick                       | Nicknight                  | Nicknight                  | Nicknight                  |
| 3. Oktober 2017 bis 31. Oktober 2018 (alle Wochentage) | Nick Jr.                   | Nick Jr.                   | Nick Jr.    | Nick Jr.  | Nick        | Nick        | Nick        | Nick                       | Nicknight                  | Nicknight                  | Nicknight                  |
| 1. November 2018 bis 3. Februar 2019 (alle Wochentage) | Nick Jr.                   | Nick Jr.                   | Nick Jr.    | Nick Jr.  | Nick Jr.    | Nick        | Nick        | MTV+ Germany               | MTV+ Germany               | MTV+ Germany               | MTV+ Germany               |

## Sendezeiten bei Nick Premium bzw. Nicktoons
|                                      | 06:00 Uhr | 09:45 Uhr    | 20:00 Uhr         | 04:30 Uhr         |
| ------------------------------------ | --------- | ------------ | ----------------- | ----------------- |
| 1. Dezember 2007 bis 10. Januar 2010 | Nick Jr.  | Nick Premium | MTV Entertainment | MTV Entertainment |
| 10. Januar 2010 bis 30. März 2010    | Nick Jr.  | Nick Premium | Nick Premium      | Nick Jr.          |
| 31. März 2010 bis 1. März 2012       | Nick Jr.  | Nicktoons    | Nicktoons         | Nick Jr.          |

## Sendezeiten im Pay-TV
|                    | 00:00 Uhr | 12:00 Uhr | 00:00 Uhr |
| ------------------ | --------- | --------- | --------- |
| seit 31. März 2009 | Nick Jr.  | Nick Jr.  | Nick Jr.  |

## Zirkus Nickelodeon bzw. Nick Jr. (alt)
Beim ersten deutschen Nickelodeon existierte ebenfalls ein Programmfenster namens Zirkus Nickelodeon. Später wurde es dann in Nick Jr. umbenannt.
Sendungen waren unter anderem:
- Allegras Freunde
- David, der Kabauter
- Die Babaloos
- Feuerwehrmann Sam
- Noddy

## Logos

Das ehemalige Logo verwendet bis zum 31. März 2010
Logo von 31. März 2010 bis zum 5. Februar 2024
Logo seit dem 5. Februar 2024